# Catacauma nigerrimum
Catacauma nigerrimum är en svampart som beskrevs av Viégas 1944. Catacauma nigerrimum ingår i släktet Catacauma och familjen Phyllachoraceae.   Inga underarter finns listade i Catalogue of Life.